# Пижанья
Пижанья — река в России, протекает в Кикнурском районе Кировской области. Устье реки находится в 266 км по правому берегу реки Большая Кокшага. Длина реки составляет 20 км, площадь водосборного бассейна 124 км².
Река берёт начало в селе Макарье в 16 км к северо-западу от Кикнура. Река течёт на юго-восток, протекает деревню Кряжево, впадает в Большую Кокшагу у деревни Орлово в 4 км к северо-востоку от Кикнура. Притоки — Щарбаж, Тукмеж (левые); Алканка (правый).

## Данные водного реестра
По данным государственного водного реестра России относится к Верхневолжскому бассейновому округу, водохозяйственный участок реки — Волга от Чебоксарского гидроузла до города Казань, без рек Свияга и Цивиль, речной подбассейн реки — Волга от впадения Оки до Куйбышевского водохранилища (без бассейна Суры). Речной бассейн реки — (Верхняя) Волга до Куйбышевского водохранилища (без бассейна Оки).
По данным геоинформационной системы водохозяйственного районирования территории РФ, подготовленной Федеральным агентством водных ресурсов:
- Код водного объекта в государственном водном реестре — 08010400712112100000541
- Код по гидрологической изученности (ГИ) — 112100054
- Код бассейна — 08.01.04.007
- Номер тома по ГИ — 12
- Выпуск по ГИ — 1